# Aubergenville
Aubergenville est une commune française du département des Yvelines, dans la région Île-de-France, située le long de la Seine à 41 km à l’ouest de Paris et 13 km à l’est de Mantes-la-Jolie.
Ses habitants sont appelés les Aubergenvillois.

## Géographie

Position d’Aubergenville dans les Yvelines.

### Situation
La commune d’Aubergenville se situe dans le nord du département des Yvelines, sur la rive gauche de la Seine, à 12 km à l'est de Mantes-la-Jolie, sous-préfecture, et à 30 km au nord-ouest de Versailles, la préfecture du département.
Les communes limitrophes sont Flins-sur-Seine à l’est, Épône et Nézel à l’ouest, Aulnay-sur-Mauldre et Bazemont au sud. Au nord, la Seine sépare Aubergenville de Juziers et Gargenville.
Son centre se situe à flanc de coteau, avec le bourg ancien ainsi qu’une zone d'aménagement concerté (ZAC) et une cité datant des années 1970, construite dans le domaine de l’ancien château d'Acosta et composée de nombreux immeubles de logements sociaux intégrés dans le parc.
L’urbanisation s’est largement étendue d’une part vers la Seine avec la gare, des zones d’activités, un centre commercial (le Family Village), un centre aquatique (Les bains de la Seine et Mauldre, ouvert en juin 2009) et la cité-jardin d’Élisabethville, et d’autre part vers le plateau qui se trouve à la limite nord de la plaine de Versailles, où a été implanté plus récemment le lycée Vincent-Van-Gogh.
Un hameau se trouve à l’écart, Vaux les Huguenots, dans un creux tourné vers la vallée de la Mauldre.

### Hydrographie
Le territoire communal longe la rive gauche de la Seine sur environ 2,5 km. Il inclut, en partie un étang qui est un bras mort de la Seine, le Giboin, fréquenté par les amateurs de pêche à la ligne.
La nappe aquifère des alluvions de la Seine est exploitée par la société Lyonnaise des eaux qui en assure le traitement dans son usine de Flins-sur-Seine pour l'approvisionnement en eau potable de nombreuses communes du nord des Yvelines. Des stations de pompages sont implantées dans la partie nord du territoire d'Aubergenville (mais aussi dans les communes voisines des Mureaux, Flins-sur-Seine, Épône et Mézières-sur-Seine, l'ensemble constituant le « champ captant d'Aubergenville »). De ce fait la moitié nord du territoire aubergenvillois est soumise à un périmètre de protection éloigné, dans lequel les activités, installations et dépôts sont réglementés,.
La commune est concernée par les risques d'inondations liées aux crues de la Seine dans la frange nord du territoire. Les zones inondables ont été classées en zone verte : au nord d'Élisabethville, zone soumise à un risque élevée dans laquelle toute construction est interdite pour maintenir le champ d’expansion de crue de la Seine, et zones bleue et rouge clair : zones occupées par l'usine Renault de Flins, également très exposées au risque d'inondation dans lesquelles toute urbanisation nouvelle est prohibée, mais l'entretien et le renouvellement des installations existantes est permis. Le Giboin est classé en zone marron, zone destinée à préserver les capacités de grand écoulement de la Seine.
Aubergenville est aussi indirectement concernée par des crues éventuelles de la Mauldre, rivière importante du Bassin parisien et qui conflue avec la Seine, sur la commune d'Épône, quelques centaines de mètres à l'ouest d'Elisabethville, en partie aval du territoire communal.

### Climat
Pour des articles plus généraux, voir Climat de l'Île-de-France et Climat des Yvelines.
En 2010, le climat de la commune est de type climat océanique dégradé des plaines du Centre et du Nord, selon une étude du CNRS s'appuyant sur une série de données couvrant la période 1971-2000. En 2020, Météo-France publie une typologie des climats de la France métropolitaine dans laquelle la commune est exposée à un climat océanique et est dans la région climatique Sud-ouest du bassin Parisien, caractérisée par une faible pluviométrie, notamment au printemps (120 à 150 mm) et un hiver froid (3,5 °C).
Pour la période 1971-2000, la température annuelle moyenne est de 10,9 °C, avec une amplitude thermique annuelle de 14,2 °C. Le cumul annuel moyen de précipitations est de 683 mm, avec 10 jours de précipitations en janvier et 7,6 jours en juillet. Pour la période 1991-2020, la température moyenne annuelle observée sur la station météorologique la plus proche, située sur la commune de Maule à 5 km à vol d'oiseau, est de 11,8 °C et le cumul annuel moyen de précipitations est de 677,0 mm,. Pour l'avenir, les paramètres climatiques de la commune estimés pour 2050 selon différents scénarios d'émission de gaz à effet de serre sont consultables sur un site dédié publié par Météo-France en novembre 2022.
| Mois                                  | jan.             | fév.           | mars         | avril         | mai           | juin           | jui.         | août           | sep.            | oct.            | nov.           | déc.           | année      |
| ------------------------------------- | ---------------- | -------------- | ------------ | ------------- | ------------- | -------------- | ------------ | -------------- | --------------- | --------------- | -------------- | -------------- | ---------- |
| Température minimale moyenne (°C)     | 1,7              | 1,3            | 3,1          | 4,9           | 8,5           | 11,6           | 13,4         | 13,1           | 10,1            | 7,7             | 4,4            | 2,1            | 6,8        |
| Température moyenne (°C)              | 4,7              | 5,1            | 8            | 10,8          | 14,4          | 17,7           | 19,8         | 19,5           | 16,1            | 12,2            | 7,8            | 5,1            | 11,8       |
| Température maximale moyenne (°C)     | 7,7              | 8,9            | 12,9         | 16,7          | 20,4          | 23,7           | 26,2         | 26             | 22              | 16,8            | 11,3           | 8              | 16,7       |
| Record de froid (°C) date du record   | −17,2 17.01.1985 | −14,5 07.02.12 | −12 13.03.13 | −5,4 06.04.21 | −2 03.05.1967 | 0,5 05.06.1991 | 5 11.07.1990 | 3,5 28.08.1974 | 0 30.09.18      | −5,2 30.10.1985 | −10 24.11.1998 | −15 31.12.1970 | −17,2 1985 |
| Record de chaleur (°C) date du record | 16 01.01.22      | 21 27.02.19    | 27 31.03.21  | 30 21.04.18   | 33 27.05.05   | 38 27.06.11    | 43 25.07.19  | 41 10.08.03    | 37,5 03.09.1973 | 30,5 01.10.11   | 22,5 01.11.14  | 17 07.12.00    | 43 2019    |
| Précipitations (mm)                   | 57,3             | 49,6           | 50,9         | 46,5          | 65,4          | 56             | 53           | 52,8           | 46              | 65,3            | 61,3           | 72,9           | 677        |

## Urbanisme

### Typologie
Au 1er janvier 2024, Aubergenville est catégorisée centre urbain intermédiaire, selon la nouvelle grille communale de densité à sept niveaux définie par l'Insee en 2022.
Elle appartient à l'unité urbaine d'Aubergenville, une agglomération intra-départementale regroupant deux  communes, dont elle est ville-centre,,. Par ailleurs la commune fait partie de l'aire d'attraction de Paris, dont elle est une commune de la couronne,. Cette aire regroupe 1 929 communes,.

### Occupation des solssimplifiée
Le territoire de la commune se compose en 2017 de 43,82 % d'espaces agricoles, forestiers et naturels, 13,05 % d'espaces ouverts artificialisés et 43,13  % d'espaces construits artificialisés.

### Voies de communications et transports
Les voies de communication sont concentrées dans la basse vallée avec la départementale no 113, l’autoroute de Normandie (A 13) et la voie ferrée Paris-Rouen-Le Havre, sans oublier la Seine navigable.

#### Réseau routier
Aubergenville est desservie par l'A13 ( 9) (l'autoroute de Normandie allant de Paris à Caen en passant près de Rouen) et par l'ancienne RN 13, devenue la RD 113.

#### Desserte ferroviaire

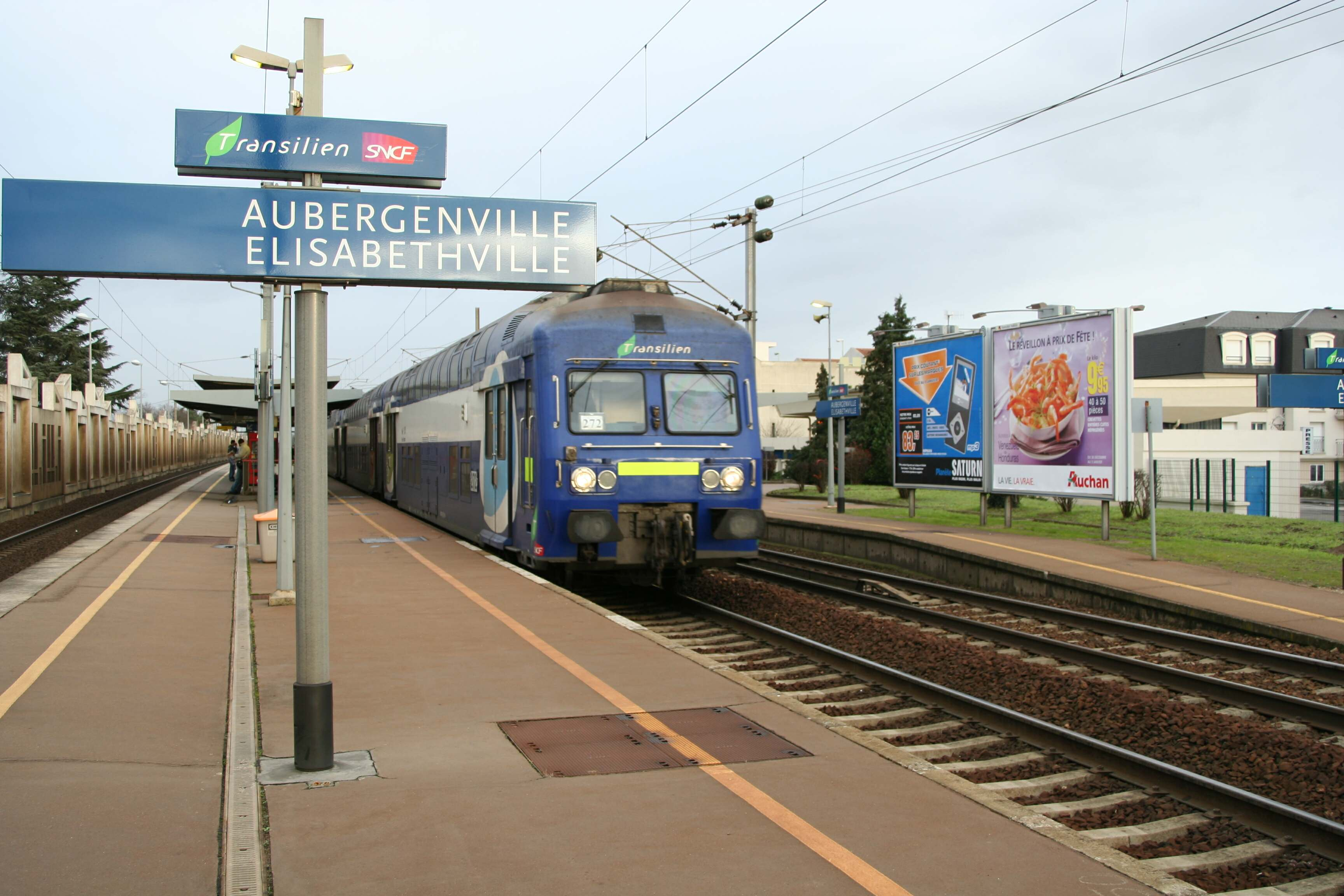
La gare d'Aubergenville-Élisabethville.

La ville est desservie par la gare d'Aubergenville-Élisabethville, sur la ligne  . La ligne effectue les liaisons entre les gares de Paris-Saint-Lazare, de Vernon - Giverny et de Mantes-la-Jolie. Elle est située sur la ligne de Paris-Saint-Lazare au Havre.
En 2026, la gare sera desservie par le   prolongé, permettant ainsi un accès facilité à la gare de La Défense.

#### Transports en commun
La commune est desservie par de nombreuses lignes :
- Le réseau de bus Centre et Sud Yvelines via les lignes 28, 38, 41, 511 et 512 ;
- Le réseau de bus du Mantois, via les lignes 34, 40, 41, 42, 43, 44 et 45 ;
- Le réseau de bus de Poissy - Les Mureaux via les lignes 7, 23, 73 et 93 ;
- Le réseau de bus Île-de-France Ouest via la ligne 501.

## Toponymie
Le nom de la localité est attesté sous les formes Adalberga, Adalberghavilla, Bourgenvilla, Albergenvilla, Hulbergenvilla,, Aubergenvilla en 942, Burgenvilla en 1106, Aubergeinvilla, Obergenvillam en 1164, Obergenvilla au XIIIe siècle, Aubergenville en 1351.

## Histoire
Aubergenville qui s'est appelé autrefois « Obergenvilla », « Bourgenvilla », « Albergenvilla » et « Hulbergenvilla » était situé sur la route nationale 190 de Saint-Germain-en-Laye à Mantes-la-Jolie.
L'historien Émile Réaux suppose qu'une bourgade gauloise succédant à un campement préhistorique était situé plus bas que son emplacement actuel, et qu'il était traversé par la Route de quarante sous (RN 13). En effet des haches en pierre polie, des pointes en bronze ou en fer, des parures, des poteries... y ont été découvertes. Le village primitif ayant, vraisemblablement, été abandonné à l'époque des invasions normandes,.
L'édification du village actuel remonte selon toute vraisemblance au XIe siècle qui faisait partie de l'apanage donné par Galeran Ier comte de Meulan à son fils Richard de Neaufle. Elle devint une seigneurie autonome, fief de Pierre d’Aubergenville dès 1065. Après être passée dans différentes mains, la seigneurie appartenait en 1339 à Guillaume d'Aubergenville puis à Jean de Meulan évêque de Meaux, de Noyon puis de Paris qui mourut en 1363. Après sa mort, en 1366, la seigneurie est vendue aux enchères et adjugée au chapitre de l'église Notre-Dame de Paris qui la conserve jusqu'en 1789.
La fondation du village, actuel, adossé au coteau de Montgardé, d'Aubergenville remonte au XIe siècle. L'église, placée sous le vocable de saint Ouen commencée vers la fin XIIIe siècle a été terminée au XVe siècle.
Trois châteaux existaient dans la commune :
- le château de la Garenne[26].

Il se trouvait sur la rive gauche de la Seine à proximité de l'embouchure de la Mauldre. Il a été détruit pour laisser la place aux logements construits par Renault pour ses cadres supérieurs et dirigeants, il subsiste néanmoins deux grilles en fer forgé appartenant au château, dont l'une sert aujourd'hui d'entrée à la résidence privée du château de la Garenne. Toujours visible également la ferme de la Garenne, partie du domaine de la Garenne qui comptait 25 hectares de terrains de chasse et 125 hectares de bois et broussailles.
- le château d'Acosta.

Construit près du village au début du XVIIIe siècle par Joseph Emmanuel Tellès d'Acosta chevalier de Saint-Louis, ancien mestre de camp de cavalerie. Il a disparu en 1965. Un grand ensemble de logements sociaux a remplacé le château et intégré son parc.
- le château de Montgardé.

Le seul qui subsiste, dominant la vallée de la Mauldre au-dessus de Nézel.
Le registre paroissial d'Aubergenville, à la fin de l'année 1694 indique 4 baptêmes, 2 mariages et 41 inhumations. Le curé en indique la raison :
« L'année 1694 fut nommée l'année de la famine, les bleds de la récolte de 1693 étaient de si mauvaise qualité que le pain ne nourrissait point comme à l'ordinaire. Peu de temps après avoir mangé, on était encore dévoré de la faim. C'est à cela qu'on doit la mortalité qui arriva alors. Le prix du bled en 1693 était de 45"15' le septier mesure de Paris et en 1694 le septier de bled valait 61"3' prix commun »,
Le curé d'Aubergenville indique sur le registre paroissial de la fin de l'année 1709 :
« L'hiver 1709 fut le plus froid dont on ait connaissance. La gelée ne prit que le 5 janvier, mais si violemment que ce jour-là même la glace s'arrêta sur la Seine. Les bleds gelèrent totalement. L'orge qu'on sema à la place produisit en si grande abondance qu'on nomma cette année l'année de l'orge. On l'a appelée avec raison l'année du grand hiver. Jusqu'à la récolte, la disette fut extrême. Le marc d'argent fut taxé à 33"55'. Le septier de bled mesure de Paris valait 44". Dans les mois de janvier et février ou le désastre n'était point constaté le grain se vendait comme en 1708. Il monta à 60" quand le désastre fut connu.... »,.
En 1843, la gare (actuellement dénommée Aubergenville-Élisabethville) est construite sur la ligne Paris-Saint-Lazare-Rouen.
En 1921, la cité-jardin d’Élisabethville est créée le long de la Seine sur le domaine du château de la Garenne. Une partie de cette localité s’étend sur la commune voisine d’Épône. Cette villégiature comprend alors un parcours de golf, un casino et se lotit à partir d'un cahier des charges assez strict de nombreuses villas anglo-normandes et pavillons de style qui contribuent à l'élégance de ce centre de séjour. Les années 1920 marquent aussi la création de la « plage de Paris », située sur la Seine, accompagnée d'un magnifique hôtel-restaurant (l'Ermitage de la plage), maintenant disparu.Le site est aujourd'hui réaménagé. Elisabethville est désormais une zone résidentielle.
Le 10 mai 1944, un bombardier Lancaster de la Royal Air Force s'écrase sur le territoire de la commune. Sept aviateurs (6 britanniques et un néo-zélandais) trouvent la mort et sont enterrés dans le cimetière d'Aubergenville,.
En 1952, l’implantation de l’usine Renault de Flins, située principalement dans le territoire de la commune d’Aubergenville, donne un élan décisif au développement de la ville.
En 2008, débute la construction du Family Village, un centre commercial de nouvelle génération. Suivi d'un centre aquatique, « Les Bains de Seine et Mauldre », il a été inauguré en juin 2009 par Bernard Laporte, alors ministre des Sports. Enfin, en 2011 est inaugurée la Maison des Associations.

## Politique et administration

### Rattachements administratifs et électoraux
Antérieurement à la loi du 10 juillet 1964, la commune faisait partie du département de Seine-et-Oise. La réorganisation de la région parisienne en 1964 fit que la commune appartient désormais au département des Yvelines et à son arrondissement de Mantes-la-Jolie après un transfert administratif effectif le 1er janvier 1968. Pour l'élection des députés, elle est rattachée à la neuvième circonscription des Yvelines
En matière d'urbanisme et de projets, elle est incluse dans le territoire de l'opération d'intérêt national Seine-Aval.
Sur le plan judiciaire, Aubergenville fait partie de la juridiction d’instance de Mantes-la-Jolie et, comme toutes les communes des Yvelines, dépend du tribunal de grande instance ainsi que de tribunal de commerce sis à Versailles,.
La commune faisait partie depuis 1801 du canton de Meulan jusqu'en 1967, année où, dans le cadre de la mise en place du département des Yvelines, elle devient chef-lieu du canton d'Aubergenville. Dans le cadre du redécoupage cantonal de 2014 en France, la commune en est désormais le bureau centralisateur.

### Intercommunalité
La commune était le siège de la communauté de communes Seine-Mauldre créée en 2004.
Dans le cadre des prescriptions de la Loi de modernisation de l'action publique territoriale et d'affirmation des métropoles (loi MAPAM), qui impose la création de territoires d'au moins 200 000 habitants en Île-de-France, cette intercommunalité fusionne avec d'autres pour former le 1er janvier 2016 la communauté urbaine Grand Paris Seine et Oise dont la ville est désormais le siège.

### Jumelages

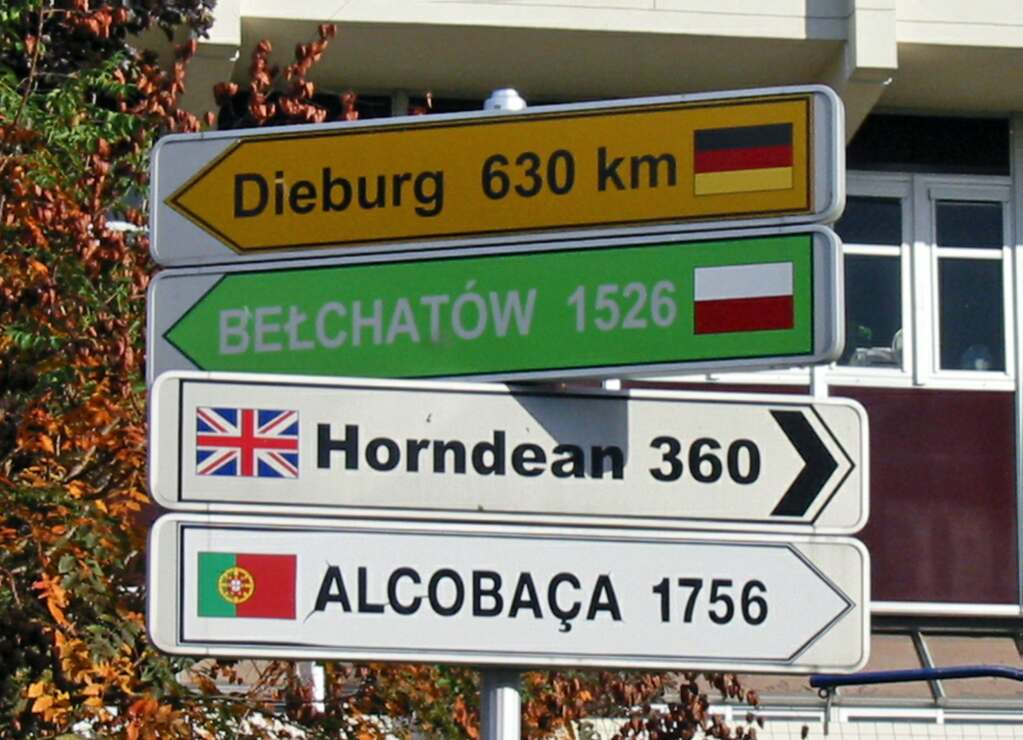
Villes jumelées.

- Dieburg (Allemagne) depuis 1975,
- Bełchatów (Pologne) depuis 1997,
- Alcobaça (Portugal) depuis 1997,
- Horndean (Angleterre) depuis 1998.

### Tendances politiques et résultats
| Scrutin             | Scrutin             | 1er tour | 1er tour  | 1er tour | 1er tour | 1er tour | 1er tour | 1er tour | 1er tour  | 1er tour | 1er tour | 1er tour | 1er tour | 2d tour | 2d tour | 2d tour | 2d tour | 2d tour | 2d tour |
| Scrutin             | Scrutin             | 1er      | 1er       | %        | 2e       | 2e       | %        | 3e       | 3e        | %        | 4e       | 4e       | %        | 1er     | 1er     | %       | 2e      | 2e      | %       |
| ------------------- | ------------------- | -------- | --------- | -------- | -------- | -------- | -------- | -------- | --------- | -------- | -------- | -------- | -------- | ------- | ------- | ------- | ------- | ------- | ------- |
| Présidentielle 2017 | Présidentielle 2017 |          | EM        | 23,26    |          | FN       | 22,85    |          | LFI       | 21,89    |          | LR       | 15,90    |         | EM      | 65,09   |         | FN      | 34,91   |
| Présidentielle 2022 | Présidentielle 2022 |          | LFI       | 29,95    |          | RN       | 23,95    |          | LREM      | 23,00    |          | LR       | 6,19     |         | LREM    | 57,44   |         | RN      | 42,56   |
| Législatives 2022   | 9e                  |          | LFI-Nupes | 25,97    |          | RN       | 23,71    |          | MoDem-Ens | 21,88    |          | LR       | 10,01    |         | MoDem   | 53,50   |         | RN      | 46,50   |
| Législatives 2024   | 9e                  |          | RN        | 34,05    |          | PS-NFP   | 33,33    |          | MoDem-Ens | 14,99    |          | LR       | 11,62    |         | PS      | 55,62   |         | RN      | 44,38   |

### Politique environnementale

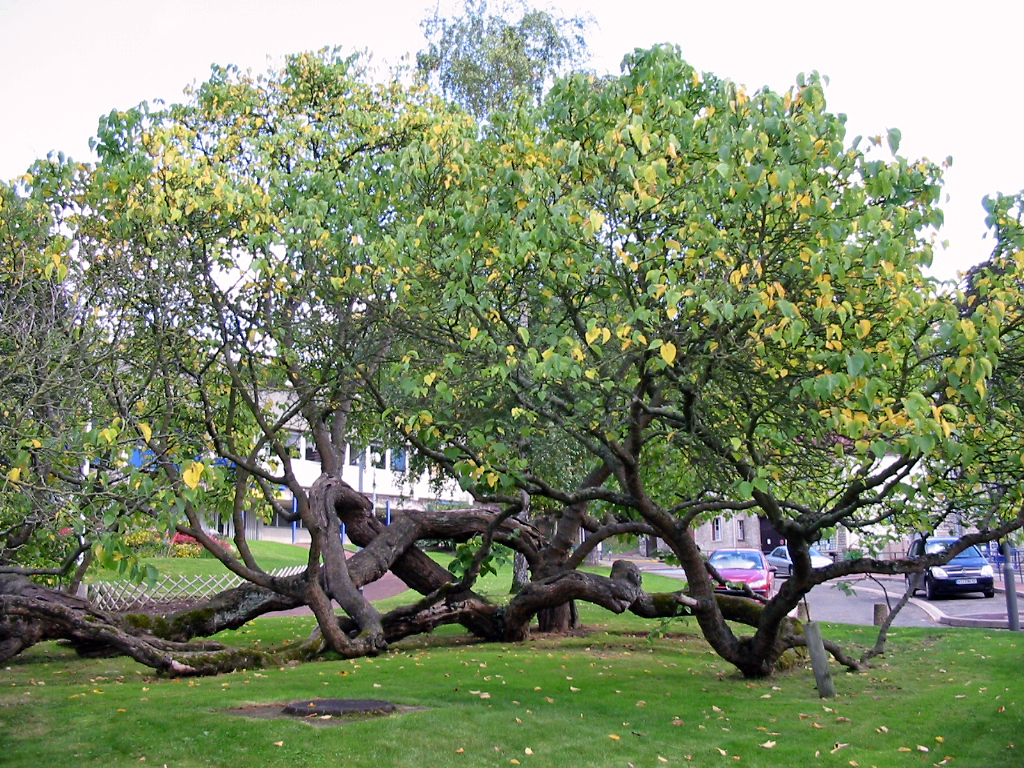
Le vieux mûrier devant la mairie.

La ville participe au concours des villes et villages fleuris et possède deux fleurs depuis 2009.
Un vieux mûrier noir, situé devant la mairie a reçu le label arbre remarquable de l'association A.R.B.R.E.S. en 2007. Probablement âgé de plus de cent ans, il a un aspect couché, certaines branches touchant le sol où elles ont drageonné. Il mesure environ 10 m de large.

## Population et société

### Démographie
L'évolution du nombre d'habitants est connue à travers les recensements de la population effectués dans la commune depuis 1793. Pour les communes de plus de 10 000 habitants les recensements ont lieu chaque année à la suite d'une enquête par sondage auprès d'un échantillon d'adresses représentant 8 % de leurs logements, contrairement aux autres communes qui ont un recensement réel tous les cinq ans,.

En 2022, la commune comptait 12 540 habitants, en évolution de +7,87 % par rapport à 2016 (Yvelines : +2,72 %, France hors Mayotte : +2,11 %).
| 1793 | 1800 | 1806 | 1821 | 1831 | 1836 | 1841 | 1846 | 1851 |
| ---- | ---- | ---- | ---- | ---- | ---- | ---- | ---- | ---- |
| 574  | 655  | 659  | 620  | 571  | 495  | 504  | 545  | 494  |

| 1856 | 1861 | 1866 | 1872 | 1876 | 1881 | 1886 | 1891 | 1896 |
| ---- | ---- | ---- | ---- | ---- | ---- | ---- | ---- | ---- |
| 466  | 450  | 481  | 479  | 483  | 474  | 527  | 523  | 472  |

| 1901 | 1906 | 1911 | 1921 | 1926 | 1931  | 1936  | 1946  | 1954  |
| ---- | ---- | ---- | ---- | ---- | ----- | ----- | ----- | ----- |
| 468  | 488  | 506  | 560  | 840  | 1 118 | 1 089 | 1 102 | 1 942 |

| 1962  | 1968  | 1975   | 1982   | 1990   | 1999   | 2006   | 2011   | 2016   |
| ----- | ----- | ------ | ------ | ------ | ------ | ------ | ------ | ------ |
| 2 729 | 7 513 | 10 242 | 10 010 | 11 776 | 11 667 | 12 126 | 11 867 | 11 625 |

| 2021   | 2022   | - | - | - | - | - | - | - |
| ------ | ------ | - | - | - | - | - | - | - |
| 12 317 | 12 540 | - | - | - | - | - | - | - |

### Sports
La ville d'Aubergenville possède plusieurs clubs de sport comme : le handball, football, tennis, rugby, natation, basket, danse, athlétisme, judo, karaté, boxe, capoeira, tir à l'arc, gymnastique.
Plusieurs titres départementaux et régionaux ont été gagnés dans diverses disciplines.

## Économie

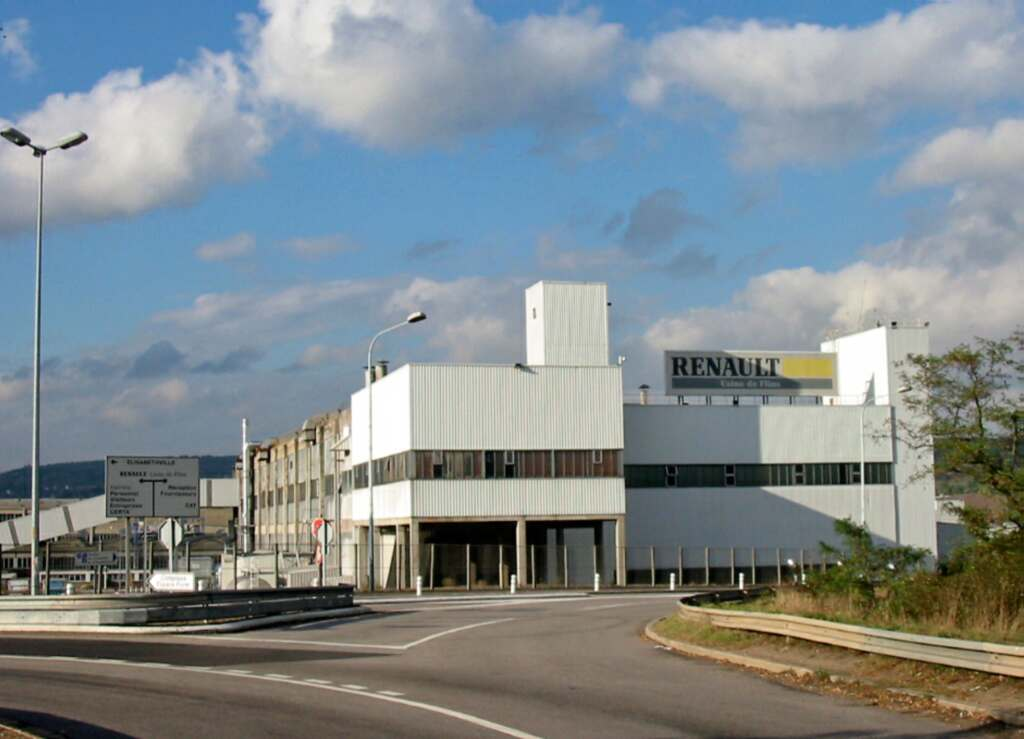
Usine Renault-Flins.

- Industrie automobile (Renault, usine de Flins), À noter que l'usine Renault, bien que nommée usine de Flins, s'étend à 80 % sur le territoire de la commune d'Aubergenville.
- Zones d’activités diverses
- Family village[52] Marques Avenue
- Agriculture : maraîchage dans la basse vallée, grande culture (céréales) sur le plateau.

## Culture locale et patrimoine

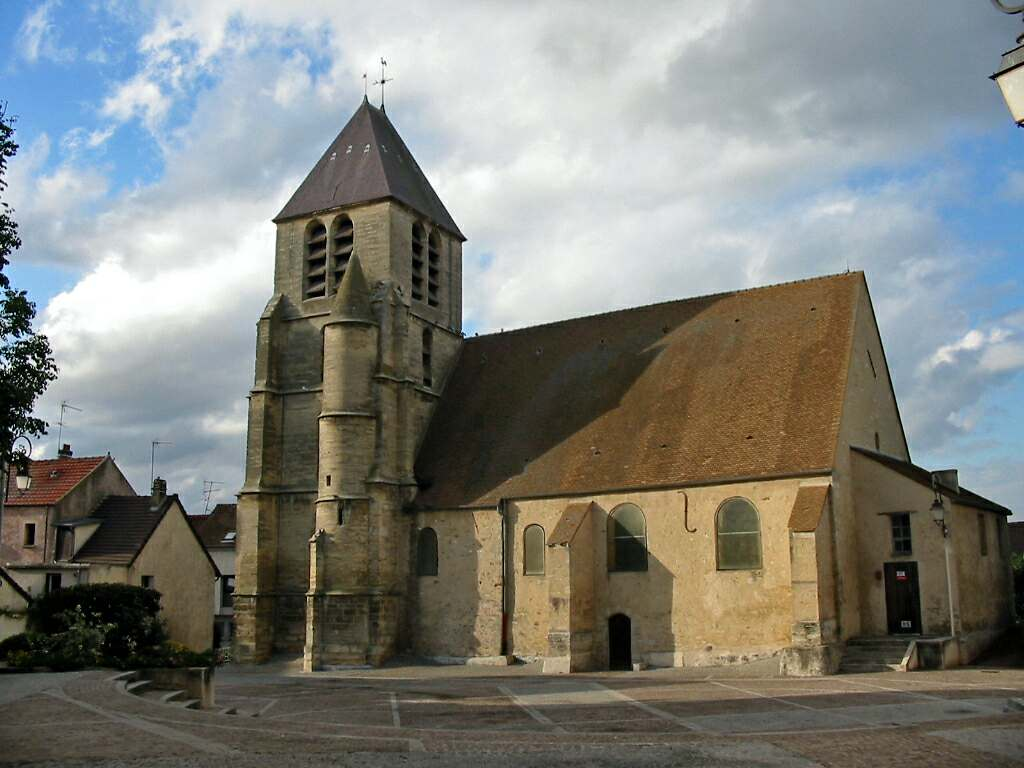
L'église Saint-Ouen.

### Lieux et monuments
- L'église Saint-Ouen : située au centre du vieux bourg, sa construction remonte au XIIe siècle. Le clocher massif de section carrée date du XIVe siècle. Il a été couvert d’ardoise en 1766.
- L'église Sainte-Thérèse-de-l’Enfant-Jésus : située à Élisabethville, elle a été construite en 1927 par l’architecte Paul Tournon. C’est, après Saint-Jean de Montmartre et Notre-Dame du Raincy, une des premières églises en béton construite en France. Les sculptures visibles sur la façade, œuvre du sculpteur Carlo Sarrabezolles, ont été réalisées dans le béton frais, il s'agissait d'une première à l'époque. Le bâtiment est classé à l’inventaire des monuments historiques.
- Le dolmen de La Noue de Bié.
- Le château de Montgardé du XVIIIe siècle.
- Le château du Vivier du XVIIIe siècle.
- Le temple protestant au hameau de Vaux les Huguenots.

### Aubergenville et le cinéma
Film tourné dans la commune :
- 1972 : Elle court, elle court la banlieue de Gérard Pirès.

### Personnalités liées à la commune
- Kévin Afougou (1990-), footballeur.
- Hélène Berr, morte en déportation à 23 ans, dont les parents possédaient une résidence à Aubergenville. Le village est souvent évoqué  dans son Journal publié en 2008.
- Le maréchal Boniface de Castellane (1788-1862) a passé une partie de son enfance au château d'Acosta qui a ensuite appartenu à sa fille.
- Isabelle Caro, actrice, née à Aubergenville.
- Sophie de Castellane (1818-1904).
- André Soulat (1888-1977), inventeur entrepreneur industriel, pionnier de l'électromécanique, directeur des établissements Soulat Frères. Maire d'Aubergenville de 1947 à 1953.
- Leïla Kaddour-Boudadi, présentatrice de télévision née à Aubergenville.
- Émile Naoumoff, (compositeur et pianiste), ancien résident.
- Jean-Baptiste Péjoine, rugbyman.
- Sébastien Schuller (1970-1990 à Aubergenville), musicien.
- Pierre Siniac (1928-2002 à Aubergenville), écrivain.

### Héraldique
| Armes d'Aubergenville | Les armes d'Aubergenville se blasonnent ainsi : parti de un et coupé de deux : au 1, de sable au lévrier d'argent ; au 2 et au 5, de gueules aux cinq burèles d'argent ; au 3, d'azur aux quatre épis de blé d'or rangés en fasce ; au 4, d'azur semé de fleurs de lys d'or ; et au 6, de sable à la roue dentée d'argent ; à la barre de sinople chargée d'une barre d'argent brochant sur le tout. |